# Saint-Vrain (Essonne)
Saint-Vrain település Franciaországban, Essonne megyében. Lakosainak száma 3046 fő (2022. január 1.). Saint-Vrain Leudeville, Bouray-sur-Juine, Cheptainville, Itteville, Lardy, Marolles-en-Hurepoix és Vert-le-Petit községekkel határos.

## Népesség
A település népessége az elmúlt években az alábbi módon változott:
| Lakosok száma | 2991 | 3060 | 3106 | 3059 | 3059 | 3059 | 3029 | 3023 | 3046 |
|               | 2013 | 2015 | 2016 | 2017 | 2018 | 2019 | 2020 | 2021 | 2022 |